# پالیلولا (بلغارستان)
پالیلولا (به بلغاری: Palilula) یک منطقهٔ مسکونی در بلغارستان است که در شهرستان بویچینوفتسی واقع شده‌است.